# 2003 aux États-Unis
Chronologie des États-Unis
- 1999
- 2000
- 2001
- 2002
- 2003
- 2004
- 2005
- 2006
- 2007

Cette page concerne des événements qui se sont produits durant l'année 2003 du calendrier grégorien aux États-Unis.

## Gouvernement
- Président : George W. Bush
- Vice-président : Dick Cheney
- Secrétaire d'État : Colin Powell

- Chambre des représentants - Président : Dennis Hastert (Parti républicain)

## Événements

### Janvier
- 17 janvier : décès de Richard Crenna, acteur né en 1927 à Los Angeles aux États-Unis.
- 30 janvier : crise du désarmement en Irak. Allocation de 79 milliards de dollars de crédits supplémentaires pour les opérations militaires en Irak et en Afghanistan.

### Février
- 1er février : désintégration de la navette spatiale Columbia au-dessus du Texas, causant la mort de 7 astronautes

### Mars
- 20 mars : début de la guerre d'Irak

### Avril
- 3 au 12 avril : bataille de Bagdad
- 13 avril : le président Bush accuse la Syrie de détention d'armes chimiques

### Mai
- 4 au 10 mai : une série de tornades s'abat sur les États-Unis

### Juin
- 19 juin : le bureau de recensement annonce que la communauté hispanique avec 37 millions de personnes a dépassé la communauté afro-américaine[1]

### Juillet
- 1er juillet : Invention de la Tesla

### Août
- x

### Septembre
- 7 septembre : le président Bush demande 87 milliards de $ au congrès pour les opérations militaires en Afghanistan et en Irak
- 17 septembre : le président Bush reconnait qu'il n'y a pas de lien entre Saddam Hussein et les attentats du 11 septembre 2001

### Octobre
- 1er octobre : le Congrès octroie les crédits militaires supplémentaires de 87 milliards de $ demandés par le président.

### Novembre
- x

### Décembre
- 13 décembre : capture de Saddam Hussein par les forces américaines à Tikrit

## Économie et Société
- La guerre en Irak, menée par les États-Unis oblige à une redéploiement massif des effectifs de l'armée américaine déployée en Afghanistan vers le théâtre irakien. Les forces de l'US Army engagées passent fin 2003 à 8 500 hommes sur le théâtre afghan.

## Culture

### Cinéma

#### Films américains sortis en 2003
- x

#### Autres films sortis aux États-Unis en 2003
- x

#### Oscars
- Meilleur film :
- Meilleur réalisateur :
- Meilleur acteur :
- Meilleure actrice :
- Meilleur film documentaire :
- Meilleure musique de film :
- Meilleur film en langue étrangère :

## Naissance en 2003
- 4 février : Kyla Kenedy, actrice.
- 16 avril : Alina Foley, actrice.
- 28 août : Quvenzhané Wallis, actrice.
- 10 octobre : Maggie Elizabeth Jones, actrice.

## Décès en 2003
- 9 mars : Stan Brakhage, réalisateur de cinéma. (° 14 janvier 1933)
- 21 avril : Nina Simone, chanteuse. (° 21 février 1933)
- 10 juin : Donald Regan, homme politique, secrétaire au Trésor de 1981 à 1985. (° 21 décembre 1918)
- 12 juin : Gregory Peck, acteur. (° 5 avril 1916)
- 4 juillet : Barry White, chanteur de rhythm and blues. (° 12 septembre 1944)
- 30 août : Charles Bronson, acteur (° 3 novembre 1921)
- 12 septembre : Johnny Cash, chanteur (° 26 février 1932)